# Naturbahnrodel-Weltcup 2001/02
Der Naturbahnrodel-Weltcup 2001/02 wurde in drei Disziplinen und in jeweils sechs Saisonrennen ausgetragen.

## Damen-Einsitzer

### Ergebnisse
| Datum                     | Ort                              | Siegerin                        | Zweite                 | Dritte                 |
| ------------------------- | -------------------------------- | ------------------------------- | ---------------------- | ---------------------- |
| 13. bis 14. Dezember 2001 | Olang                            | Sonja Steinacher                | Jekaterina Lawrentjewa | Christa Gietl          |
| 15. bis 16. Dezember 2001 | Olang                            | Sonja Steinacher                | Jekaterina Lawrentjewa | Sandra Mariner         |
| 18. bis 19. Dezember 2001 | Triesenberg (Parallelwettbewerb) | Sonja Steinacher                | Sandra Mariner         | Jekaterina Lawrentjewa |
| 11. bis 13. Januar 2002   | Umhausen                         | Sonja Steinacher                | Renate Gietl           | Sandra Mariner         |
| 18. bis 20. Januar 2002   | Hüttau                           | Renate Gietl                    | Sandra Mariner         | Christa Gietl          |
| 25. bis 27. Januar 2002   | Železniki                        | Sandra Mariner Sonja Steinacher |                        | Jekaterina Lawrentjewa |

### Weltcupstand
Endstand nach sechs Rennen (ein Streichresultat)
| Rang | Name                   | Punkte |
| ---- | ---------------------- | ------ |
| 01   | Sonja Steinacher       | 500    |
| 02   | Sandra Mariner         | 410    |
| 03   | Jekaterina Lawrentjewa | 360    |
| 04   | Renate Gietl           | 345    |
| 05   | Christa Gietl          | 320    |
| 06   | Elvira Holzknecht      | 271    |
| 07   | Irene Mitterstieler    | 206    |
| 08   | Julija Wetlowa         | 198    |
|      | Marlies Wagner         | 198    |
| 10   | Sabine Kogler          | 196    |
| 11   | Ewelina Żurek          | 175    |
| 12   | Michaela Maurer        | 172    |
| 13   | Magdalena Zawada       | 138    |

| Rang | Name                   | Punkte |
| ---- | ---------------------- | ------ |
| 14   | Ursina Schneider       | 133    |
| 15   | Renate Kasslatter      | 101    |
| 16   | Jekaterina Zaroutskaja | 080    |
| 17   | Magdalena Hula         | 064    |
| 18   | Karolina Waniczek      | 054    |
| 19   | Sylvia Plucnarová      | 048    |
| 20   | Sandra Schopf          | 039    |
| 21   | Mateja Kralj           | 030    |
| 22   | Elisabeth Groll        | 028    |
|      | Živa Janc              | 028    |
| 24   | Sylwia Zarzecka        | 026    |
| 25   | Michaela Beck          | 025    |
| 26   | Radostina Vucelinska   | 024    |

## Herren-Einsitzer

### Ergebnisse
| Datum                     | Ort                              | Sieger                | Zweiter             | Dritter             |
| ------------------------- | -------------------------------- | --------------------- | ------------------- | ------------------- |
| 13. bis 14. Dezember 2001 | Olang                            | Gerhard Pilz          | Gerald Kallan       | Gernot Schwab       |
| 15. bis 16. Dezember 2001 | Olang                            | Gerhard Pilz          | Anton Blasbichler   | Ferdinand Hirzegger |
| 18. bis 19. Dezember 2001 | Triesenberg (Parallelwettbewerb) | Ferdinand Hirzegger   | Robert Batkowski    | Anton Blasbichler   |
| 11. bis 13. Januar 2002   | Umhausen                         | Robert Batkowski      | Ferdinand Hirzegger | Roland Kallan       |
| 18. bis 20. Januar 2002   | Hüttau                           | Florian Breitenberger | Gerhard Pilz        | Anton Blasbichler   |
| 25. bis 27. Januar 2002   | Železniki                        | Gerhard Pilz          | Roland Kallan       | Anton Blasbichler   |

### Weltcupstand
Endstand nach sechs Rennen (ein Streichresultat)
| Rang | Name                  | Punkte |
| ---- | --------------------- | ------ |
| 01   | Gerhard Pilz          | 435    |
| 02   | Ferdinand Hirzegger   | 365    |
| 03   | Anton Blasbichler     | 355    |
| 04   | Robert Batkowski      | 328    |
| 05   | Roland Kallan         | 309    |
| 06   | Florian Breitenberger | 306    |
| 07   | Gerald Kallan         | 301    |
| 08   | Gernot Schwab         | 237    |
| 09   | Daniel Quitta         | 181    |
| 10   | Andreas Castiglioni   | 179    |
| 11   | Martin Psenner        | 173    |
| 12   | Marcus Grausam        | 155    |
| 13   | Daniele Pieiller      | 141    |
| 14   | Georg Maurer          | 140    |
|      | Martin Gruber         | 140    |
| 16   | Gašper Benedik        | 138    |
| 17   | Borut Kralj           | 137    |

| Rang | Name               | Punkte |
| ---- | ------------------ | ------ |
| 18   | Grega Spendov      | 136    |
| 19   | Patrick Clemens    | 129    |
| 20   | Bostjan Vizjak     | 110    |
| 21   | Björn Kierspel     | 107    |
| 22   | Denis Alimow       | 106    |
| 23   | Andrzej Laszczak   | 090    |
| 24   | Damian Waniczek    | 065    |
| 25   | Reinhard Gruber    | 064    |
| 26   | Roman Molwistow    | 056    |
|      | Borut Fejfar       | 056    |
| 28   | Christian Wichan   | 048    |
| 29   | Jure Pohleven      | 043    |
| 30   | Iwan Lasarew       | 042    |
| 31   | Patrick von Allmen | 037    |
| 32   | Waldemar Siąkała   | 036    |
| 33   | Krzysztof Urbaniec | 035    |
| 34   | Jewhen Bilonenko   | 034    |

| Rang | Name              | Punkte |
| ---- | ----------------- | ------ |
| 35   | William Ogilvie   | 30     |
|      | Nick Schellenberg | 30     |
|      | Florian Gratz     | 30     |
| 38   | John Gibson       | 28     |
|      | Corey Pusey       | 28     |
| 40   | Pawel Porschnew   | 26     |
| 41   | Jasmin Prnjavorac | 24     |
| 42   | Juri Harzula      | 21     |
|      | Rudolf Schwarz    | 21     |
| 44   | Petr Pulcer       | 17     |
| 45   | Tomáš Papiorek    | 12     |
| 46   | Tom Power         | 10     |
| 47   | Hannes Groll      | 09     |
| 48   | Emil Radew        | 07     |
| 49   | Janislaw Nikolow  | 03     |
| 0    | 0                 | 0      |
| 0    | 0                 | 0      |

## Doppelsitzer

### Ergebnisse
| Datum                     | Ort                              | Sieger                           | Zweiter                              | Dritter                              |
| ------------------------- | -------------------------------- | -------------------------------- | ------------------------------------ | ------------------------------------ |
| 13. bis 14. Dezember 2001 | Olang                            | Andrzej Laszczak Damian Waniczek | Reinhard Beer Herbert Kögl           | Harald Kleinhofer Gerhard Mühlbacher |
| 15. bis 16. Dezember 2001 | Olang                            | Armin Mair David Mair            | Andrzej Laszczak Damian Waniczek     | Harald Kleinhofer Gerhard Mühlbacher |
| 18. bis 19. Dezember 2001 | Triesenberg (Parallelwettbewerb) | Armin Mair David Mair            | Harald Kleinhofer Gerhard Mühlbacher | Andrzej Laszczak Damian Waniczek     |
| 11. bis 13. Januar 2002   | Umhausen                         | Reinhard Beer Herbert Kögl       | Harald Kleinhofer Gerhard Mühlbacher | Wolfgang Schopf Andreas Schopf       |
| 18. bis 20. Januar 2002   | Hüttau                           | Andrzej Laszczak Damian Waniczek | Wolfgang Schopf Andreas Schopf       | Reinhard Beer Herbert Kögl           |
| 25. bis 27. Januar 2002   | Železniki                        | Andrzej Laszczak Damian Waniczek | Reinhard Beer Herbert Kögl           | Armin Mair David Mair                |

### Weltcupstand
Endstand nach sechs Rennen (ein Streichresultat)
| Rang | Name                                     | Punkte |
| ---- | ---------------------------------------- | ------ |
| 01   | Andrzej Laszczak – Damian Waniczek       | 455    |
| 02   | Reinhard Beer – Herbert Kögl             | 400    |
| 03   | Armin Mair – David Mair                  | 390    |
| 04   | Harald Kleinhofer – Gerhard Mühlbacher   | 370    |
| 05   | Wolfgang Schopf – Andreas Schopf         | 320    |
| 06   | Eddy Perrin – Emanuele Giannelli         | 270    |
| 07   | Denis Alimow – Roman Molwistow           | 155    |
| 08   | Waldemar Siąkała – Krzysztof Urbaniec    | 089    |
| 09   | Pawel Porschnew – Iwan Lasarew           | 088    |
| 10   | Martin Graf – Harald Laimer              | 046    |
| 11   | Günther Innerbichler – Alex Innerbichler | 042    |
|      | Emil Radew – Janislaw Nikolow            | 042    |

## Nationenwertung
| Rang | Land        | Punkte |
| ---- | ----------- | ------ |
| 1    | Österreich  | ?      |
| 2    | Italien     | ?      |
| 3    | Polen       | ?      |
| 4    | Russland    | ?      |
| 5    | Deutschland | ?      |
| 6    | Slowenien   | ?      |

Insgesamt gewannen Rodler aus 14 Nationen Weltcuppunkte.